# Beşikdüzüspor
Beşikdüzüspor ist ein türkischer Fußballverein aus der Kreishauptstadt Beşikdüzü aus dem gleichnamigen Landkreis in der Provinz Trabzon. Ihre Heimspiele trägt der Verein provisorisch im Vakfıkebir Stadium aus dem Nachbarlandkreis Vakfıkebir aus.

## Geschichte
Der Verein wurde 1957 in der Kreishauptstadt Beşikdüzü aus dem gleichnamigen Landkreis in der Provinz Trabzon gegründet. Seit seiner Gründung bis zum Sommer 2011 spielte der Verein immer in den regionalen Amateurligen. Am Saisonende 2010/11 gelang dem Verein dann die Meisterschaft der Bölgesel Amatör Lig (dt.: regionale Amateurliga) und damit zum ersten Mal in der Vereinshistorie der Aufstieg in die niedrigste türkische Profiliga, in die viertklassige TFF 3. Lig.